# Ecuación funcional de Cauchy
La ecuación funcional de Cauchy es una ecuación funcional considerada entre las más simples de representar; sin embargo, su solución sobre los números reales es extremadamente complicada. La ecuación es
{\displaystyle f(x+y)=f(x)+f(y).\ }
Sobre los números racionales, puede demostrarse usando álgebra elemental que hay una única familia de soluciones {\displaystyle f(x)=cx\ } para cualquier constante c arbitraria.
Esta familia de soluciones aplica también sobre los reales, pero algunas restricciones adicionales sobre la función f, como las siguientes, pueden resultar en otras soluciones:
- si f es una función continua (probada por Cauchy en 1821). Esta condición fue debilitada en 1875 por Jean Gaston Darboux quien demostró que sólo es necesario que la función sea continua en un punto.
- si f es una función monótona sobre cualquier intervalo.
- si f es una función acotada en cualquier intervalo.

Por otro lado, si no hay condiciones adicionales sobre f, luego (asumiendo el axioma de elección) hay otras infinitas funciones posibles que satisfacen la ecuación. Esto fue demostrado en 1905 por Georg Hamel utilizando las bases de Hamel. El quinto problema de Hilbert es una generalización de esta ecuación.